# WrestleWar 1992
WrestleWar 1992: WarGames si svolse il 17 maggio 1992 presso il Jacksonville Memorial Coliseum di Jacksonville (Florida). Si trattò di un evento di wrestling in pay-per-view prodotto dalla World Championship Wrestling, quarta ed ultima edizione della serie WrestleWar.

## Evento
Altre personalità presenti
| Ruolo        | Nome:                 |
| ------------ | --------------------- |
| Commentatori | Jim Ross              |
| Commentatori | Jesse Ventura         |
| Arbitri      | Bill Alfonso          |
| Arbitri      | Randy Anderson        |
| Annunciatore | Gary Michael Cappetta |

### Main Event
L'incontro principale della serata fu il tradizionale WarGames match che vide scontrarsi lo Sting's Squadron (Sting, Barry Windham, Dustin Rhodes, Ricky Steamboat & Nikita Koloff) e la Dangerous Alliance (Steve Austin, Rick Rude, Arn Anderson, Bobby Eaton & Larry Zbyszko). Il match terminò quando Zbyszko colpì accidentalmente Eaton a una spalla con il connettore in metallo di uno dei paletti di sostegno del ring, permettendo a Sting di applicare su Eaton una mossa di sottomissione così da farlo cedere per dolore e aggiudicare la vittoria allo Sting's Squadron.

## Risultati
| N. | Match | Stipulazione                                                                     | Durata |
| -- | --- | -------------------------------------------------------------------------------- | ------ |
| 1  | Diamond Dallas Page & Thomas Rich sconfiggono Bob Cook & Firebreaker Chip | Tag team match                                                                   | 08:05  |
| 2  | The Freebirds (Jimmy Garvin & Michael Hayes) sconfiggono Terry Taylor & Greg Valentine (c) | Tag team match per il WCW United States Tag Team Championship                    | 16:02  |
| 3  | Johnny B. Badd sconfigge Tracy Smothers | Single match                                                                     | 07:03  |
| 4  | Scotty Flamingo sconfigge Marcus Alexander Bagwell | Single match                                                                     | 07:11  |
| 5  | Ron Simmons sconfigge Mr. Hughes | Single match                                                                     | 05:22  |
| 6  | The Super Invader (con Harley Race) sconfigge Todd Champion | Single match                                                                     | 05:26  |
| 7  | Big Josh sconfigge Richard Morton | Single match                                                                     | 07:33  |
| 8  | Brian Pillman (c) sconfigge Tom Zenk | Single match per il WCW Light Heavyweight Championship                           | 15:30  |
| 9  | The Steiner Brothers (Rick & Scott) sconfiggono Tatsumi Fujinami & Takayuki Iizuka | Tag team match per determinare gli sfidanti al titolo IWGP Tag Team Championship | N/A    |
| 10 | Sting's Squadron (Sting, Barry Windham, Dustin Rhodes, Ricky Steamboat & Nikita Koloff) sconfigge The Dangerous Alliance (Steve Austin, Rick Rude, Arn Anderson, Bobby Eaton & Larry Zbyszko) (con Paul E. Dangerously e Madusa) | WarGames match                                                                   | 23:27  |